# Agrilus punticeps
Agrilus punticeps är en skalbaggsart som beskrevs av Leconte 1860. Agrilus punticeps ingår i släktet Agrilus och familjen praktbaggar. Inga underarter finns listade i Catalogue of Life.